# Teana
Teana község (comune) Olaszország Basilicata régiójában, Potenza megyében.

## Fekvése
A megye délkeleti részén fekszik. Határai: Calvera, Carbone, Castronuovo di Sant’Andrea, Chiaromonte és Fardella.

## Története
Első írásos említése 1077-ből származik. 

## Népessége
A népesség számának alakulása:

## Főbb látnivalói
- Madonna del Carmine-templom
- San Cristofaro-templom
- Madonna del Carmine-templom